# يوهان هويزنجا
يوهان هاوزينخا (بالهولندية: Johan Huizinga)‏ (ديسمبر 1872 - 1 فبراير 1945) كان مؤرخ هولندي وأحد مؤسسي التاريخ الثقافي الحديث.
ولد في خرونينغن في هولندا، وهو ابن ديرك هويزنجا بروفيسور علم وظائف الأعضاء، والدته تونكينس جاكوبا ماتت بعد سنتين من ولادته.

## روابط خارجية
- يوهان هويزنجا على موقع الموسوعة البريطانية (الإنجليزية)
- يوهان هويزنجا على موقع مونزينجر (الألمانية)
- يوهان هويزنجا على موقع ديسكوغز (الإنجليزية)